# Passiflora chrysophylla
Passiflora chrysophylla Chodat – gatunek rośliny z rodziny męczennicowatych (Passifloraceae Juss. ex Kunth in Humb.). Występuje naturalnie w Brazylii (w stanie Mato Grosso do Sul), Boliwii, Paragwaju, Urugwaju oraz północnej Argentynie. 

## Morfologia
PokrójZdrewniałe, trwałe, owłosione liany.
LiściePotrójnie klapowane, rozwarte lub ostrokątne u podstawy. Mają 3,5–10 cm długości oraz 4–10 cm szerokości. Ząbkowane lub karbowane, z tępym lub ostrym wierzchołkiem. Ogonek liściowy jest owłosiony i ma długość 10–40 mm. Przylistki są pierścieniowe, mają 4–9 mm długości.
KwiatyPojedyncze. Działki kielicha są owalnie lancetowate, zielonożółtawe, mają 1,5–2,5 cm długości. Płatki są lancetowate, białe, mają 1,5–1,7 cm długości. Przykoronek ułożony jest w 5–8 rzędach, purpurowo-biały, ma 1–18 mm długości.
OwoceSą prawie kulistego kształtu. Mają 2–3,5 cm średnicy. Są żółtej barwy.